# Giusto Catania
Giusto Catania (n. 10 iunie 1971, Palermo, Italia) este un om politic italian, membru al Parlamentului European în perioada 2004-2009 din partea Italiei.
1. ↑  Deputații în Parlamentul European